# Leskovcové z Leskovce
Leskovcové z Leskovce (německy Leskowetz von Lobskirch) byl český šlechtický rod, který povýšil do panského stavu. Pocházel z tvrze a vsi Léskovce u Počátek na Pelhřimovsku. Vymřel po meči roku 1680.

## Historie
Jejich předek Jan I. z Leskovce (1400 atd.) držel Horní Cerekvici (Horní Cerekev), Štoky a Střítež. Padl údajně 19. srpna 1424 za husitských válek. Měl dva syny.
Mladší Václav držel až do roku 1473 Cerekvici, k níž od Jiřího z Poděbrad roku 1466 dostal Dolní Cerekvici, a měl syna Albrechta (1473), který působil jako purkrabí hradeckého kraje, v letech 1486–1505 jako podkomoří, 1493 jako zemský hejtman). Zemřel bez mužských potomků. Měl dceru Lidmilu, jejímž manželem byl Mikuláš purkrabí z Donína. Starší syn Arnošt sloužil pánům z Hradce, držel Humpolec a nějaký čas vlastnil jako hejtman znojemský hrad (1442). Před svou smrtí (asi 1457–1458) vykonával posty nejvyššího písaře (1454) a vrchního poručníka mladých pánů Hradeckých.
Jeho synové Jetřich (1456–1490), Bohuslav a Vlachen (Vlachyně) roku 1483 město Humpolec obdařili svobodami. Bohuslav, Vlachem a Jetřichův syn Janem roku 1496 Humpolec prodali. Bohuslav pak držel Řečici a Vlachen s Janem a Albrechtem Kamenici. Dotčený Jan se oddělil s Kamenicí. S manželkou Annou Boryňovou ze Lhoty († 1544) vyženil Mezný, kromě toho získal Božejov a Proseč. Na svou dobu byl poměrně vzdělaný, Konáč mu připsal jedno své dílo, zemřel 27. srpna 1545). Statky zdědily jeho dcery Dorota s manželem Ladislavem Ostrovcem, a Mandaléna s chotěm Zdenkem Malovcem.
Bohuslav zplodil s manželkou Zdinou z Kunemil syny Bohuchvala, Arnošta, Kryštofa a Mikuláše. Bohuchval († 1552) držel polovičku Horní Cerekvice a vystavěl si tvrz Horní hrad při Horní vsi. Neměl žádné mužské potomky. Oženil se s Dorotou Trčkovou z Lípy. Mikuláš (1510–1536) držel Loutkov a s manželkou Eliškou z Vojslavic měl jedinou dceru. Arnošt vlastnil Řečici s Dolní Cerekvicí a zemřel roku 1535. Zůstali po něm synové, Bohuslav, Šebestián a Kryštof, z nichž Šebestián bratry přežil. Držel Řečici a k ní zdědil Horní hrad. Roku 1558 získal Řečici dosud zápisnou dědičně. Vykonával funkci královského rady a hejtmana bechyňského kraje. Zemřel v roce 1582 bezdětný, své jmění odkázal manželce Žofce Benedové z Nečtin do konce života a potom strýci Kryštofovi.
Trvalé potomstvo měl pouze třetí Bohuslavův syn, Kryštof, jenž držel část Horní Cerekvice. Zemřel před rokem 1521, zanechal vdovu Annu z Vesce († 1539). Zplodil syny Jana, Vlachynu a Václava (1538 atd). Vlachyně držel Nový Rychnov, dvakrát se oženil (poprvé s Žofkou z Lukavce († 1555), podruhé s Barborou ze Skuhrova), ani z jednoho manželství neměl žádné potomky, zemřel v roce 1574.
Od jeho bratrů povstaly dvě pošlosti:
- Václav, nejmladší Kryštofův syn, vyženil (1543) s Marjanou z Kraselova polovici Střely a druhou roku 1546 koupil sám. Podruhé se oženil s Kateřinou z Kokořova. Zemřel roku 1573, svým synům zůstavil statek a to Kryštofovi a Vlachyni, z nichž Kryštof převzal Nový Rychnov a Vlachyně, který zemřel svobodný, Střelu, kterou vyměnil za Dub. Kryštof starší zdědil Řečici v roce 1586, získal roku 1587 dědičně Rychnov, okolo roku 1590 zdědilpo bratru Dub, zemřel okolo roku 1595, přežil manželku Barboru ze Skuhrova, vdovu po Vlachyni. Statek po něm dědila sestra, Anna Šlejnicová.
- Jan, nejstarší Kryštofův syn, držel Horní Cerekvici, koupil roku 1550 Myslov, získal roku 1575 Dolní Cerekvici s Horním hradem, roku 1579 Božejov a držel také Léštno (na Moravě). Zastával funkce královského rady a zemského soudce, od roku 1554 defenzora konsistoře podobojí, věnoval se činnosti v rozličných komisích a pro své zásluhy a starožitnost rodu na sněmu roku 1583 jej přijali do panského stavu. Přátelil se s učenci a přispěl na vydání Mattiolliho herbáře, který přeložil do češtiny Tadeáš Hájek z Hájku. Zemřel roku 1583.

Jeho synové si rozdělili roku 1584 otcův majetek. Bohuslav si vzal Horní hrad, Kryštof Božejov, Albrecht Horní Cerekvici, Mikuláš Léštno a Arnošt Dolní Cerekvici s Bukovou. Bohuslav byl císařským kraječem a zemřel na jaře roku 1603. Poprvé se oženil s Marketou z Házmburka, podruhé s Annou Maří z Lobkovic. Zanechal syna Jana Jiřího, jenž zemřel v mladých letech. Albrecht vyženil roku 1583 s Johankou rozenou Dašickou z Barchova Běrunice a Veltruby a zemřel roku 1584 asi ve stejnou dobu s otcem. Albrechtův syn Šebestián zdědil otcovy statky, roku 1607 Běrunice a Veltruby a držel Horní Cerekvici, koupil roku 1615 Bukovou, avšak zase ji prodal. Kvůli synovi Albrechtu Šebestiánovi, který brojil proti stavovskému povstání, mu byl zkonfiskován majetek a vypověděli jej z vlasti, po Ferdinandově vítězství se mohl vrátil zpět do země. Zemřel okolo roku 1627. S manželkou Dorotou Slavatovou z Košumberka († 1614) neměl žádné potomky. Arnošt si vystavěl tvrz Novou Bukovou a zemřel v roce 1617, s manželkou Mandalénou Španovskou z Lisova nezanechal žádné potomky. Kryštof, řečený mladší, druhý Janův syn, se nejdříve oženil s Annou z Vartemberka a pak v roce 1598 s Eliškou Krolovou z Kynšteina a konečně roku 1604 s Annou z Hochauzu. Zemřel v roce 1608, zůstavil jediného syna Jana Kryštofa.
Jan Kryštof byl šestkrát ženat:
- s Lidunkou z Janovic (1623)
- s Veronikou Hrzánovou z Harasova (1625)
- s Marketou Evou Cetenskou z Cetně (1630)
- s Kateřinou Marketou ovd. Vítovou z Říčan († 1662)
- s Kateřinou Barborou z Veitmile († 1678)
- s Johankou Maří ovd. Menšíkovou z Něšova.

Měl pouze dvě dcery, Dorotu Elišku, (její manžel byl Václav Dvořecký) a Lidmilu Veroniku, (manžel Jan Ilburk Voračický z Paběnic), přičemž se jeho jmění dostalo většinou do majetku rodu Voračických. Roku 1668 jej přijali do bratrstva Želivského kláštera. Zemřel 29. července 1680 a pohřben byl v klášteře v Želivi. Rod jím vymřel po meči.

## Erb
Rod měl v erbu dvě stříbrné vidle křížem přeložené na červeném štítě.

## Příbuzenství
Leskovcové byli příbuzensky spjati s Hrzány z Harasova, Slavaty z Košumberka, Házmburky, Kokořovci, Lobkovici, Cetenskými z Cetna, Víty z Říčan, Dvořeckými z Olbramovic, Krabici z Veitmile, Voračickými z Paběnic ad.